# روس كاتس
روس كاتس (بالإنجليزية: Ross Katz)‏ هو منتج أفلام وكاتب سيناريو ومخرج أمريكي، ولد في 19 مايو 1971 في فيلادلفيا في الولايات المتحدة.

## وصلات خارجية
- روس كاتس على موقع IMDb (الإنجليزية)
- روس كاتس على موقع ألو سيني (الفرنسية)
- روس كاتس على موقع أول موفي (الإنجليزية)
- روس كاتس على موقع بوكس أوفيس موجو (الإنجليزية)
- روس كاتس على موقع قاعدة بيانات الأفلام السويدية (السويدية)
- روس كاتس على موقع قاعدة بيانات الفيلم (الإنجليزية)
- روس كاتس على موقع كينوبويسك (الروسية)